# Army Wives

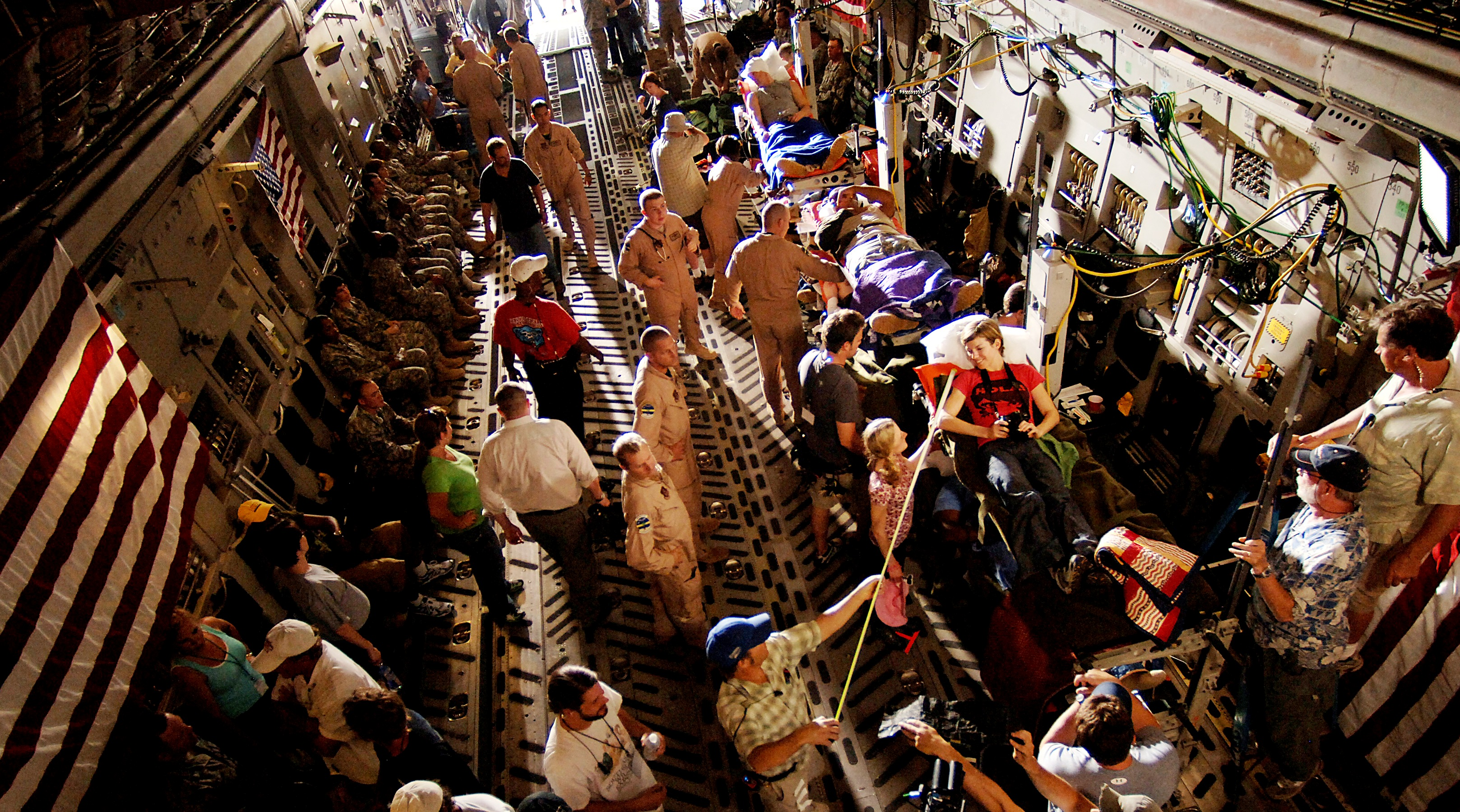
Voorbereidingen op de set voor de opname van een aflevering van Army Wives

Army Wives is een Amerikaanse televisieserie bedacht door Katherine Fugate. Army Wives ging in de Verenigde Staten op 3 juni 2007 op Lifetime Television in première. De serie vertelt het verhaal van vier vrouwen en een man die allemaal een partner in het leger hebben.
De serie is gebaseerd op het boek Under the Sabers: The Unwritten Code of Military Marriage van de auteur Tanya Biank.

## Rolverdeling
- Kim Delaney – Claudia Joy Holden
- Sally Pressman – Roxy LeBlanc
- Brigid Brannagh – Pamela Moran
- Brian McNamara – Kolonel Michael Holden
- Sterling K. Brown – Dr. Roland Burton
- Wendy Davis – Luitenant-kolonel Joan Burton
- Drew Fuller – Trevor LeBlanc
- Catherine Bell – Denise Sherwood
- Melissa Ponzio – Angie
- Caroline Pires – Emmalin Jane Holden (seizoen 1)
- Katelyn Pippy – Emmalin Jane Holden (vanaf seizoen 2)
- Kim Allen – Amanda Joy Holden
- Jeremy Davidson – Sergeant Chase Moran
- John White Jr. – Finn LeBlanc
- Luke Bartelme – Toby Jack "TJ" LeBlanc
- Jake Johnson – Lucas Moran
- Chloe J. Taylor – Kathrine Eileen "Katie" Moran
- Gigi Rice – Marda Brooks
- Melissa Ponzio – Angie
- Rhoda Griffis – Lenore Baker
- Jeff Rose – Majoor Bryce Ogden

## Afleveringen

### Seizoen 1
| Nr. | Titel aflevering       | Uitzenddatum VS  |
| --- | ---------------------- | ---------------- |
| 1   | A Tribe is Born        | 3 juni 2007      |
| 2   | After Birth            | 10 juni 2007     |
| 3   | The Art of Separation  | 17 juni 2007     |
| 4   | One of Our Own         | 24 juni 2007     |
| 5   | Independence Day       | 1 juli 2007      |
| 6   | Who We Are             | 8 juli 2007      |
| 7   | Hail and Farewell      | 15 juli 2007     |
| 8   | Only The Lonely        | 22 juli 2007     |
| 9   | Nobody's Perfect       | 29 juli 2007     |
| 10  | Dirty Laundry          | 5 augustus 2007  |
| 11  | Truth and Consequences | 12 augustus 2007 |
| 12  | Rules of Engagement    | 19 augustus 2007 |
| 13  | Goodbye Stranger       | 26 augustus 2007 |

### Seizoen 2
| Nr.   | Titel aflevering               | Uitzenddatum VS   | Uitzenddatum Nederland |
| ----- | ------------------------------ | ----------------- | ---------------------- |
| 1/14  | Would You Know My Name         | 8 juni 2008       | 26 april 2010          |
| 2/15  | Strangers In a Strange Land    | 15 juni 2008      | 3 mei 2010             |
| 3/16  | The Messenger                  | 22 juni 2008      | 10 mei 2010            |
| 4/17  | Leaving The Tribe              | 29 juni 2008      | 17 mei 2010            |
| 5/18  | The Hero Returns               | 6 juli 2008       | 24 mei 2010            |
| 6/19  | Thicker Than Water             | 13 juli 2008      |                        |
| 7/20  | Uncharted Territory            | 20 juli 2008      |                        |
| 8/21  | Loyalties                      | 27 juli 2008      |                        |
| 9/22  | Casting Out the Net            | 3 augustus 2008   |                        |
| 10/23 | Duplicity                      | 10 augustus 2008  |                        |
| 11/24 | Mothers and Wives              | 17 augustus 2008  |                        |
| 12/25 | Great Expectations             | 7 september 2008  |                        |
| 13/26 | Safe Havens                    | 14 september 2008 |                        |
| 14/27 | Payback                        | 21 september 2008 |                        |
| 15/28 | Thank You for Letting Me Share | 5 oktober 2008    | 2 augustus 2010        |
| 16/29 | Transitions                    | 12 oktober 2008   | 9 augustus 2010        |
| 17/30 | All in the Family              | 19 oktober 2008   | 16 augustus 2010       |
| 18/31 | Departures, Arrivals           | 27 oktober 2008   | 23 augustus 2010       |
| 19/32 | Last Minute Changes            | 2 november 2008   |                        |

### Seizoen 3
| Nr.   | Titel aflevering         | Uitzenddatum VS   | Uitzenddatum Nederland |
| ----- | ------------------------ | ----------------- | ---------------------- |
| 1/33  | Best Laid Plans          | 7 juni 2009       |                        |
| 2/34  | About Face               | 14 juni 2009      |                        |
| 3/35  | Moving Out               | 21 juni 2009      |                        |
| 4/36  | Incoming                 | 28 juni 2009      |                        |
| 5/37  | Disengagement            | 5 juli 2009       |                        |
| 6/38  | Family Readiness         | 12 juli 2009      |                        |
| 7/39  | Onward Christian Soldier | 19 juli 2009      |                        |
| 8/40  | Post and Prejudice       | 26 juli 2009      |                        |
| 9/41  | Coming Home              | 2 augustus 2009   |                        |
| 10/42 | M.I.A.                   | 9 augustus 2009   |                        |
| 11/43 | Operation: Tango         | 16 augustus 2009  |                        |
| 12/44 | First Response           | 23 augustus 2009  |                        |
| 13/45 | Duty to Inform           | 30 augustus 2009  |                        |
| 14/46 | Need to Know Basis       | 13 september 2009 |                        |
| 15/47 | As Time Goes By          | 20 september 2009 |                        |
| 16/48 | Shrapnel and Alibis      | 27 september 2009 |                        |
| 17/49 | Fire in the Hole         | 4 oktober 2009    |                        |
| 18/50 | Fields of Fire           | 11 oktober 2009   |                        |

### Seizoen 4
| Nr.   | Titel aflevering  | Uitzenddatum VS | Uitzenddatum Nederland |
| ----- | ----------------- | --------------- | ---------------------- |
| 1/51  | Collateral Damage | 11 april 2010   |                        |
| 2/52  | Scars & Stripes   | 18 april 2010   |                        |
| 3/53  | Counterattack     | 25 april 2010   |                        |
| 4/54  | Be All You Can Be | 2 mei 2010      |                        |
| 5/55  | Guns & Roses      | 9 mei 2010      |                        |
| 6/56  | Evasive Maneuvers | 16 mei 2010     |                        |
| 7/57  | Heavy Losses      | 23 mei 2010     |                        |
| 8/58  | Over and Out      | 2010            |                        |
| 9/59  | New Orders        | 2010            |                        |
| 10/60 | Trial & Error     | 2010            |                        |
| 11/61 | Safety First      | 2010            |                        |
| 12/62 | Change of Station | 2010            |                        |
| 13/63 | Army Strong       | 2010            |                        |
| 14/64 | AWOL              | 2010            |                        |
| 15/65 | Hearts & Minds    | 2010            |                        |
| 16/66 | Mud Sweat & Tears | 2010            |                        |
| 17/67 | Deadly Force      | 2010            |                        |
| 18/68 | Forward March     | 2010            |                        |